# Lliga de Campions de la UEFA 1998-99
La Lliga de Campions de la UEFA 1998–99 fou la 44a edició de la Copa d'Europa, la màxima competició per a clubs de futbol del continent i la 7a sota el nom de Lliga de Campions.
La competició fou guanyada pel Manchester United FC derrotant el Bayern de Múnic amb dos gols al temps de descompte al Camp Nou.
Fou el primer cop que un club que no havia guanyat la seva lliga domèstica la temporada anterior, es proclamà campió d'Europa la següent.

## Primera ronda de classificació
| Equip 1           | Global | Equip 2               | Anada | Tornada |
| ----------------- | ------ | --------------------- | ----- | ------- |
| Sileks            | 1–2    | Club Brugge           | 0–0   | 1–2     |
| ŁKS Łódź          | 7–2    | Gäncä                 | 4–1   | 3–1     |
| Litex Lovech      | 3–2    | Halmstads BK          | 2–0   | 1–2     |
| Grasshopper       | 8–0    | Jeunesse Esch         | 6–0   | 2–0     |
| Celtic FC         | 2–0    | St Patrick's Athletic | 0–0   | 2–0     |
| Kareda            | 0–4    | Branik Maribor        | 0–3   | 0–1     |
| FC Dinamo de Kíev | 10–1   | Barry Town            | 8–0   | 2–1     |
| Cliftonville      | 1–13   | Košice                | 1–5   | 0–8     |
| Skonto            | 2–1    | Dinamo Minsk          | 0–0   | 2–1     |
| Valletta          | 0–8    | Anorthosis Famagusta  | 0–2   | 0–6     |
| Beitar Jerusalem  | 5–1    | B36 Tórshavn          | 4–1   | 1–0     |
| Dinamo Tbilisi    | 4–3    | Vllaznia              | 3–0¹  | 1–3     |
| HJK Helsinki      | 5–0    | FC Yerevan            | 2–0   | 3–0     |
| FK Obilić         | 4–1    | ÍBV                   | 2–0   | 2–1     |
| Zimbru Chişinău   | 2–3    | Újpest FC             | 1–0   | 1–3     |
| Steaua Bucureşti  | 5–4    | FC Flora              | 4–1   | 1–3     |

¹ Partit finalitzat 1-0, fou atorgat 3-0 per alineació indeguda per part del Vllaznia.

## Segona ronda de classificació
| Equip 1              | Global | Equip 2              | Anada | Tornada |
| -------------------- | ------ | -------------------- | ----- | ------- |
| Rosenborg BK         | (c)4–4 | Club Brugge          | 2–0   | 2–4     |
| Manchester United FC | 2–0    | ŁKS Łódź             | 2–0   | 0–0     |
| Litex Lovech         | 2–11   | Spartak Moscou       | 0–5¹  | 2–6     |
| Galatasaray          | 5–3    | Grasshopper          | 2–1   | 3–2     |
| Celtic FC            | 1–3    | Croatia Zagreb       | 1–0   | 0–3     |
| Branik Maribor       | 3–5    | PSV Eindhoven        | 2–1   | 1–4     |
| FC Dinamo de Kíev    | (p)1–1 | Sparta Praga         | 0–1   | 1–0(pr) |
| Košice               | 1–2    | Brøndby              | 0–2   | 1–0     |
| Inter de Milà        | 7–1    | Skonto               | 4–0²  | 3–1     |
| Olympiakos FC        | 6–3    | Anorthosis Famagusta | 2–1   | 4–23    |
| SL Benfica           | 8–4    | Beitar Jerusalem     | 6–0   | 2–4     |
| Dinamo Tbilisi       | 2–2(c) | Athletic Club        | 2–1   | 0–1     |
| HJK Helsinki         | 2–1    | FC Metz              | 1–0   | 1–1     |
| Bayern               | 5–1    | FK Obilić            | 4–0   | 1–14    |
| Sturm Graz           | 7–2    | Újpest FC            | 4–0   | 3–2     |
| Steaua Bucureşti     | 5–8    | Panathinaikos FC     | 2–2   | 3–6     |

¹ Partit jugat a l'Estadi Neftochimik de Burgàs perquè l'estadi del Litex Lovech a Lòvetx no complia els estàndards de la UEFA.

² Partit jugat a l'Arena Garibaldi de Pisa en comptes de la seu de l'Inter de Milà, San Siro a Milà.

3 Partit jugat a l'estadi Tsirion de Limassol perquè l'estadi temporal de l'Anorthosis Famagusta de Larnaca no complia els estàndards de la UEFA.

4 Partit jugat a l'estadi Partizan a Belgrad perquè l'estadi del FK Obilić, l'estadi Miloš Obilić no complia els estàndards de la UEFA.

## Fase de grups

### Grup A
| Equip          | PJ | PG | PE | PP | GF | GC | DG | Pts |
| -------------- | -- | -- | -- | -- | -- | -- | -- | --- |
| Olympiakos FC  | 6  | 3  | 2  | 1  | 8  | 6  | +2 | 11  |
| Croatia Zagreb | 6  | 2  | 2  | 2  | 5  | 7  | −2 | 8   |
| FC Porto       | 6  | 2  | 1  | 3  | 11 | 9  | +2 | 7   |
| AFC Ajax       | 6  | 2  | 1  | 3  | 4  | 6  | −2 | 7   |

| FC Porto                 | 2 – 2 | Olympiakos FC                 |
| ------------------------ | ----- | ----------------------------- |
| Zahovič 65' · Jardel 82' |       | Giannakópulos 86' · Gogić 90' |

| Croatia Zagreb | 0 – 0 | AFC Ajax |
| -------------- | ----- | -------- |
|                |       |          |

| AFC Ajax                       | 2 – 1 | FC Porto    |
| ------------------------------ | ----- | ----------- |
| Rudy 57' · Litmanen 86' (pen.) |       | Zahovič 68' |

| Olympiakos FC              | 2 – 0 | Croatia Zagreb |
| -------------------------- | ----- | -------------- |
| Alexandris 21' · Gogić 80' |       |                |

| Olympiakos FC  | 1 – 0 | AFC Ajax |
| -------------- | ----- | -------- |
| Alexandris 39' |       |          |

| FC Porto                     | 3 – 0 | Croatia Zagreb |
| ---------------------------- | ----- | -------------- |
| Doriva 33' · Zahovič 43' 73' |       |                |

| AFC Ajax                 | 2 – 0 | Olympiakos FC |
| ------------------------ | ----- | ------------- |
| Witschge 33' · Gorré 88' |       |               |

| Croatia Zagreb                       | 3 – 1 | FC Porto   |
| ------------------------------------ | ----- | ---------- |
| Mikić 7' · Rukavina 37' · Mujčin 61' |       | Jardel 39' |

| AFC Ajax | 0 – 1 | Croatia Zagreb |
| -------- | ----- | -------------- |
|          |       | Šimić 68'      |

| Olympiakos FC              | 2 – 1 | FC Porto    |
| -------------------------- | ----- | ----------- |
| Gogić 18' · Djordjević 54' |       | Zahovič 76' |

| FC Porto                       | 3 – 0 | AFC Ajax |
| ------------------------------ | ----- | -------- |
| Zahovič 54' 80' · Drulović 73' |       |          |

| Croatia Zagreb | 1 – 1 | Olympiakos FC     |
| -------------- | ----- | ----------------- |
| Jeličić 35'    |       | Giannakópulos 64' |

### Grup B
| Equip         | PJ | PG | PE | PP | GF | GC | DG | Pts |
| ------------- | -- | -- | -- | -- | -- | -- | -- | --- |
| Juventus FC   | 6  | 1  | 5  | 0  | 7  | 5  | +2 | 8   |
| Galatasaray   | 6  | 2  | 2  | 2  | 8  | 8  | 0  | 8   |
| Rosenborg BK  | 6  | 2  | 2  | 2  | 7  | 8  | −1 | 8   |
| Athletic Club | 6  | 1  | 3  | 2  | 5  | 6  | −1 | 6   |

| Juventus FC                  | 2 – 2 | Galatasaray          |
| ---------------------------- | ----- | -------------------- |
| Inzaghi 17' · Birindelli 68' |       | Sükür 44' · Ümit 63' |

| Athletic Club | 1 – 1 | Rosenborg BK |
| ------------- | ----- | ------------ |
| Etxeberria 6' |       | Strand 65'   |

| Rosenborg BK           | 1 – 1 | Juventus FC |
| ---------------------- | ----- | ----------- |
| Skammelsrud 69' (pen.) |       | Inzaghi 27' |

| Galatasaray         | 2 – 1 | Athletic Club |
| ------------------- | ----- | ------------- |
| Okan 16' · Hagi 90' |       | Urzaiz 17'    |

| Rosenborg BK          | 3 – 0 | Galatasaray |
| --------------------- | ----- | ----------- |
| Rushfeldt 69' 86' 90' |       |             |

| Athletic Club | 0 – 0 | Juventus FC |
| ------------- | ----- | ----------- |
|               |       |             |

| Juventus FC   | 1 – 1 | Athletic Club |
| ------------- | ----- | ------------- |
| Lasa 45' (pp) |       | Guerrero 45'  |

| Galatasaray              | 3 – 0 | Rosenborg BK |
| ------------------------ | ----- | ------------ |
| Sükür 54' 73' · Arif 65' |       |              |

| Rosenborg BK    | 2 – 1 | Athletic Club |
| --------------- | ----- | ------------- |
| Sørensen 2' 50' |       | Pérez 90'     |

| Galatasaray | 1 – 1 | Juventus FC |
| ----------- | ----- | ----------- |
| Suat 90'    |       | Amoruso 76' |

| Juventus FC               | 2 – 0 | Rosenborg BK |
| ------------------------- | ----- | ------------ |
| Inzaghi 16' · Amoruso 36' |       |              |

| Athletic Club | 1 – 0 | Galatasaray |
| ------------- | ----- | ----------- |
| Guerrero 44'  |       |             |

### Grup C
| Equip          | PJ | PG | PE | PP | GF | GC | DG  | Pts |
| -------------- | -- | -- | -- | -- | -- | -- | --- | --- |
| Inter de Milà  | 6  | 4  | 1  | 1  | 9  | 5  | +4  | 13  |
| Reial Madrid   | 6  | 4  | 0  | 2  | 17 | 8  | +9  | 12  |
| Spartak Moscou | 6  | 2  | 2  | 2  | 7  | 6  | +1  | 8   |
| Sturm Graz     | 6  | 0  | 1  | 5  | 2  | 16 | −14 | 1   |

| Reial Madrid                    | 2 – 0 | Inter de Milà |
| ------------------------------- | ----- | ------------- |
| Hierro 80' (pen.) · Seedorf 90' |       |               |

| Sturm Graz | 0 – 2 | Spartak Moscou            |
| ---------- | ----- | ------------------------- |
|            |       | Titov 60' · Tsymbalar 63' |

| Inter de Milà | 1 – 0 | Sturm Graz |
| ------------- | ----- | ---------- |
| Djorkaeff 90' |       |            |

| Spartak Moscou            | 2 – 1 | Reial Madrid |
| ------------------------- | ----- | ------------ |
| Tsymbalar 72' · Titov 78' |       | Raúl 63'     |

| Reial Madrid                                                | 6 – 1 | Sturm Graz |
| ----------------------------------------------------------- | ----- | ---------- |
| Sávio 13' 90' · Raúl 22' · Jarni 61' 79' · Popovic 67' (pp) |       | Vastić 8'  |

| Inter de Milà             | 2 – 1 | Spartak Moscou |
| ------------------------- | ----- | -------------- |
| Ventola 32' · Ronaldo 59' |       | Tsymbalar 65'  |

| Spartak Moscou | 1 – 1 | Inter de Milà |
| -------------- | ----- | ------------- |
| Tikhonov 68'   |       | Simeone 89'   |

| Sturm Graz | 1 – 5 | Reial Madrid                                             |
| ---------- | ----- | -------------------------------------------------------- |
| Haas 3'    |       | Panucci 8' 61' · Mijatovic 35' · Seedorf 57' · Šuker 74' |

| Inter de Milà                 | 3 – 1 | Reial Madrid |
| ----------------------------- | ----- | ------------ |
| Zamorano 51' · Baggio 86' 90' |       | Seedorf 57'  |

| Spartak Moscou | 0 – 0 | Sturm Graz |
| -------------- | ----- | ---------- |
|                |       |            |

| Reial Madrid         | 2 – 1 | Spartak Moscou |
| -------------------- | ----- | -------------- |
| Raúl 34' · Sávio 66' |       | Chlestow 89'   |

| Sturm Graz | 0 – 2 | Inter de Milà            |
| ---------- | ----- | ------------------------ |
|            |       | Zanetti 64' · Baggio 80' |

### Grup D
| Equip                | PJ | PG | PE | PP | GF | GC | DG  | Pts |
| -------------------- | -- | -- | -- | -- | -- | -- | --- | --- |
| Bayern               | 6  | 3  | 2  | 1  | 9  | 6  | +3  | 11  |
| Manchester United FC | 6  | 2  | 4  | 0  | 20 | 11 | +9  | 10  |
| FC Barcelona         | 6  | 2  | 2  | 2  | 11 | 9  | +2  | 8   |
| Brøndby              | 6  | 1  | 0  | 5  | 4  | 18 | −14 | 3   |

| Manchester United FC                  | 3 – 3 | FC Barcelona                                                 |
| ------------------------------------- | ----- | ------------------------------------------------------------ |
| Giggs 17' · Scholes 24' · Beckham 64' |       | Anderson 47' · Giovanni 60' (pen.) · Luis Enrique 71' (pen.) |

| Brøndby                    | 2 – 1 | Bayern Múnic |
| -------------------------- | ----- | ------------ |
| Helmer 87' (pp) · Ravn 90' |       | Babbel 76'   |

| Bayern Múnic                    | 2 – 2 | Manchester United FC    |
| ------------------------------- | ----- | ----------------------- |
| Élber 11' · Sheringham 90' (pp) |       | Yorke 30' · Scholes 49' |

| FC Barcelona     | 2 – 0 | Brøndby |
| ---------------- | ----- | ------- |
| Anderson 44' 85' |       |         |

| Brøndby                 | 2 – 6 | Manchester United FC                                           |
| ----------------------- | ----- | -------------------------------------------------------------- |
| Daugaard 35' · Sand 90' |       | Giggs 2' 21' · Cole 28' · Keane 55' · Yorke 60' · Solskjær 62' |

| Bayern Múnic  | 1 – 0 | FC Barcelona |
| ------------- | ----- | ------------ |
| Effenberg 45' |       |              |

| FC Barcelona        | 1 – 2 | Bayern Múnic                   |
| ------------------- | ----- | ------------------------------ |
| Giovanni 28' (pen.) |       | Zickler 47' · Salihamidžić 86' |

| Manchester United FC                                            | 5 – 0 | Brøndby |
| --------------------------------------------------------------- | ----- | ------- |
| Beckham 6' · Cole 12' · P.Neville 16' · Yorke 28' · Scholes 62' |       |         |

| FC Barcelona                  | 3 – 3 | Manchester United FC     |
| ----------------------------- | ----- | ------------------------ |
| Anderson 1' · Rivaldo 57' 73' |       | Yorke 25' 68' · Cole 53' |

| Bayern Múnic             | 2 – 0 | Brøndby |
| ------------------------ | ----- | ------- |
| Jancker 51' · Basler 57' |       |         |

| Manchester United FC | 1 – 1 | Bayern Múnic     |
| -------------------- | ----- | ---------------- |
| Keane 43'            |       | Salihamidžić 56' |

| Brøndby | 0 – 2 | FC Barcelona          |
| ------- | ----- | --------------------- |
|         |       | Figo 5' · Rivaldo 35' |

### Grup E
| Equip             | PJ | PG | PE | PP | GF | GC | DG | Pts |
| ----------------- | -- | -- | -- | -- | -- | -- | -- | --- |
| FC Dinamo de Kíev | 6  | 3  | 2  | 1  | 11 | 7  | +4 | 11  |
| RC Lens           | 6  | 2  | 2  | 2  | 5  | 6  | −1 | 8   |
| Arsenal FC        | 6  | 2  | 2  | 2  | 8  | 8  | 0  | 8   |
| Panathinaikos FC  | 6  | 2  | 0  | 4  | 6  | 9  | −3 | 6   |

| Panathinaikos FC               | 2 – 1 | FC Dinamo de Kíev |
| ------------------------------ | ----- | ----------------- |
| Mykland 57' · Limberópulos 71' |       | Rebrov 31'        |

| RC Lens       | 1 – 1 | Arsenal FC   |
| ------------- | ----- | ------------ |
| Vairelles 90' |       | Overmars 51' |

| Arsenal FC            | 2 – 1 | Panathinaikos FC |
| --------------------- | ----- | ---------------- |
| Adams 64' · Keown 72' |       | Mauro 88'        |

| FC Dinamo de Kíev | 1 – 1 | RC Lens       |
| ----------------- | ----- | ------------- |
| Xevtxenko 61'     |       | Vairelles 62' |

| Arsenal FC   | 1 – 1 | FC Dinamo de Kíev |
| ------------ | ----- | ----------------- |
| Bergkamp 74' |       | Rebrov 90'        |

| RC Lens  | 1 – 0 | Panathinaikos FC |
| -------- | ----- | ---------------- |
| Eloi 80' |       |                  |

| FC Dinamo de Kíev                               | 3 – 1 | Arsenal FC |
| ----------------------------------------------- | ----- | ---------- |
| Rebrov 27' (pen.) · Holovko 62' · Xevtxenko 72' |       | Hughes 83' |

| Panathinaikos FC | 1 – 0 | RC Lens |
| ---------------- | ----- | ------- |
| Vokolos 53'      |       |         |

| Arsenal FC | 0 – 1 | RC Lens    |
| ---------- | ----- | ---------- |
|            |       | Debève 72' |

| FC Dinamo de Kíev             | 2 – 1 | Panathinaikos FC |
| ----------------------------- | ----- | ---------------- |
| Rebrov 72' · Basinàs 80' (pp) |       | Lagonikakis 36'  |

| Panathinaikos FC | 1 – 3 | Arsenal FC                                     |
| ---------------- | ----- | ---------------------------------------------- |
| Sypniewski 74'   |       | Asanovic 65' (pp) · Anelka 80' · Boa Morte 86' |

| RC Lens    | 1 – 3 | FC Dinamo de Kíev                          |
| ---------- | ----- | ------------------------------------------ |
| Šmicer 78' |       | Kaladze 60' · Vashchuk 75' · Xevtxenko 85' |

### Grup F
| Equip          | PJ | PG | PE | PP | GF | GC | DG | Pts |
| -------------- | -- | -- | -- | -- | -- | -- | -- | --- |
| Kaiserslautern | 6  | 4  | 1  | 1  | 12 | 6  | +6 | 13  |
| SL Benfica     | 6  | 2  | 2  | 2  | 8  | 9  | −1 | 8   |
| PSV Eindhoven  | 6  | 2  | 1  | 3  | 10 | 11 | −1 | 7   |
| HJK Helsinki   | 6  | 1  | 2  | 3  | 8  | 12 | −4 | 5   |

| PSV Eindhoven               | 2 – 1 | HJK Helsinki |
| --------------------------- | ----- | ------------ |
| Ooijer 57' · Bruggink 90+3' |       | Kottila 32'  |

| Kaiserslautern | 1 – 0 | SL Benfica |
| -------------- | ----- | ---------- |
| Wagner 41'     |       |            |

| SL Benfica                      | 2 – 1 | PSV Eindhoven |
| ------------------------------- | ----- | ------------- |
| Nuno Gomes 47' · João Pinto 76' |       | Rommedahl 72' |

| HJK Helsinki | 0 – 0 | Kaiserslautern |
| ------------ | ----- | -------------- |
|              |       |                |

| PSV Eindhoven | 1 – 2 | Kaiserslautern         |
| ------------- | ----- | ---------------------- |
| Khokhlov 78'  |       | Riedl 67' · Rische 81' |

| HJK Helsinki                     | 2 – 0 | SL Benfica |
| -------------------------------- | ----- | ---------- |
| Lehkosuo 20' (pen) · Kottila 70' |       |            |

| Kaiserslautern                       | 3 – 1 | PSV Eindhoven      |
| ------------------------------------ | ----- | ------------------ |
| Rische 68' · Riedl 77' · Hristov 90' |       | van Nistelrooy 18' |

| SL Benfica                  | 2 – 2 | HJK Helsinki                     |
| --------------------------- | ----- | -------------------------------- |
| Nuno Gomes 78' · Calado 81' |       | Minto 5' (pp) · Luiz Antonio 84' |

| HJK Helsinki     | 1 – 3 | PSV Eindhoven                     |
| ---------------- | ----- | --------------------------------- |
| Lehkosuo 70 pen' |       | van Nistelrooy 30' 67' 82' (pen.) |

| SL Benfica                      | 2 – 1 | Kaiserslautern |
| ------------------------------- | ----- | -------------- |
| Nuno Gomes 30' · João Pinto 70' |       | Rische 90'     |

| PSV Eindhoven                     | 2 – 2 | SL Benfica                |
| --------------------------------- | ----- | ------------------------- |
| Khokhlov 41' · van Nistelrooy 89' |       | Nuno Gomes 47' (pen.) 65' |

| Kaiserslautern                                  | 5 – 2 | HJK Helsinki                 |
| ----------------------------------------------- | ----- | ---------------------------- |
| Rösler 43' 61' 80' · Marschall 49' · Rische 85' |       | Ilola 29' · Luiz Antonio 68' |

### Ordre de segons classificats
| Equip                | PJ | PG | PE | PP | GF | GC | DG | Pts |
| -------------------- | -- | -- | -- | -- | -- | -- | -- | --- |
| Reial Madrid         | 6  | 4  | 0  | 2  | 17 | 8  | +9 | 12  |
| Manchester United FC | 6  | 2  | 4  | 0  | 20 | 11 | +9 | 10  |
| Galatasaray          | 6  | 2  | 2  | 2  | 8  | 8  | 0  | 8   |
| SL Benfica           | 6  | 2  | 2  | 2  | 8  | 9  | −1 | 8   |
| RC Lens              | 6  | 2  | 2  | 2  | 5  | 6  | −1 | 8   |
| Croatia Zagreb       | 6  | 2  | 2  | 2  | 5  | 7  | −2 | 8   |

## Fase d'eliminatòries

### Quarts de final
| Equip 1              | Global | Equip 2           | Anada | Tornada |
| -------------------- | ------ | ----------------- | ----- | ------- |
| Reial Madrid         | 1–3    | FC Dinamo de Kíev | 1–1   | 0–2     |
| Manchester United FC | 3–1    | Inter de Milà     | 2–0   | 1–1     |
| Juventus FC          | 3–2    | Olympiakos FC     | 2–1   | 1–1     |
| Bayern Múnic         | 6–0    | Kaiserslautern    | 2–0   | 4–0     |

### Semifinals
| Equip 1              | Global | Equip 2      | Anada | Tornada |
| -------------------- | ------ | ------------ | ----- | ------- |
| Manchester United FC | 4–3    | Juventus FC  | 1–1   | 3–2     |
| FC Dinamo de Kíev    | 3–4    | Bayern Múnic | 3–3   | 0–1     |

#### Anada
| Manchester United FC | 1 – 1 | Juventus FC |
| -------------------- | ----- | ----------- |
| Giggs 90+3'          |       | Conte 25'   |

| FC Dinamo de Kíev                | 3 – 3 | Bayern Múnic                             |
| -------------------------------- | ----- | ---------------------------------------- |
| Xevtxenko 16' 43' · Kosovsky 50' |       | Tarnat 45' · Effenberg 78' · Jancker 88' |

#### Tornada
| Juventus FC    | 2 – 3 | Manchester United FC             |
| -------------- | ----- | -------------------------------- |
| Inzaghi 6' 11' |       | Keane 24' · Yorke 34' · Cole 84' |

| Bayern Múnic | 1 – 0 | FC Dinamo de Kíev |
| ------------ | ----- | ----------------- |
| Basler 35'   |       |                   |

### Final
| Manchester United FC              | 2 – 1 | Bayern    |
| --------------------------------- | ----- | --------- |
| Sheringham 90+1' · Solskjær 90+3' |       | Basler 6' |

| Guanyador de la Lliga de Campions 1998-99 |
| ----------------------------------------- |
| Manchester United FC Segon títol          |